# Coenosia flavifrons
Coenosia flavifrons är en tvåvingeart som beskrevs av Stein 1898. Coenosia flavifrons ingår i släktet Coenosia och familjen husflugor. Inga underarter finns listade i Catalogue of Life.